# Suchý vrch (berg i Tjeckien, Pardubice)

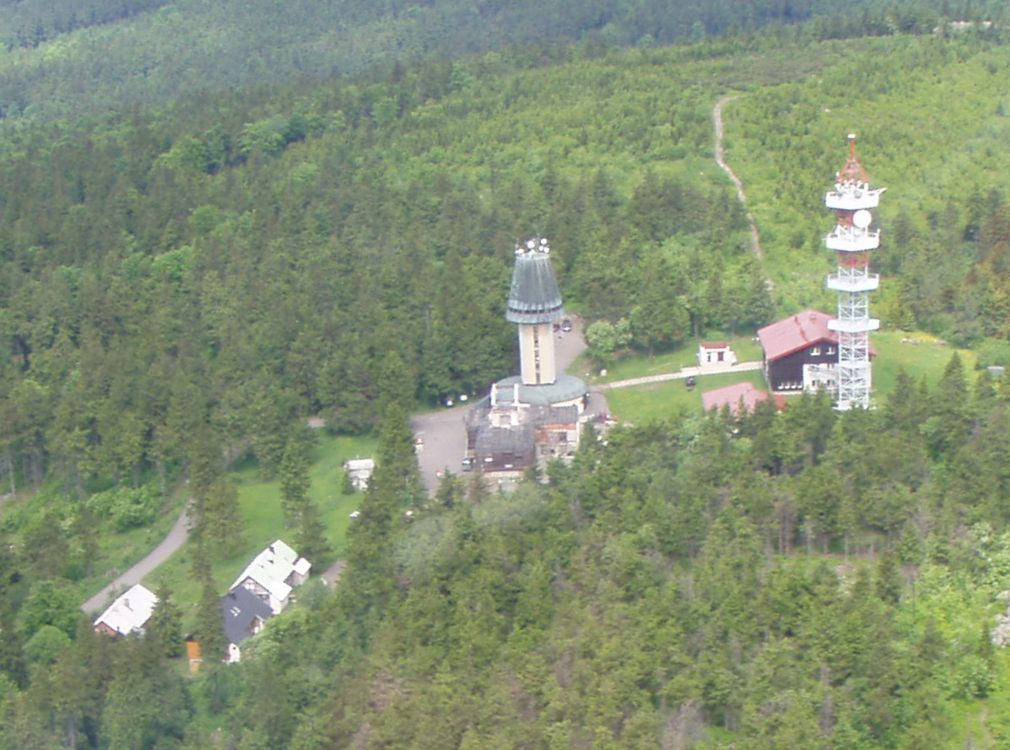
Topp, 2009.

Suchý vrch är ett berg i Tjeckien.   Det ligger i regionen Pardubice, i den östra delen av landet, 160 km öster om huvudstaden Prag. Toppen på Suchý vrch är 995 meter över havet, eller 433 meter över den omgivande terrängen. Bredden vid basen är 24,1 km.
Terrängen runt Suchý vrch är huvudsakligen kuperad, men åt nordost är den platt.Runt Suchý vrch är det ganska tätbefolkat, med 75 invånare per kvadratkilometer. Närmaste större samhälle är Lanškroun, 16,5 km söder om Suchý vrch. Omgivningarna runt Suchý vrch är en mosaik av jordbruksmark och naturlig växtlighet.